# Onze-Lieve-Vrouw-van-Fatimakapel (Haelen)
De Onze-Lieve-Vrouw-van-Fatimakapel is een kapel in Haelen in de Nederlandse gemeente Leudal. De kapel staat aan de Napoleonsweg bij nummer 5
De kapel is gewijd aan de heilige Maria, specifiek aan Onze-Lieve-Vrouw van Fátima.

## Geschiedenis
In 1965 werd de kapel gebouwd.

## Gebouw
De wit geschilderde bakstenen kapel is opgetrokken op een rechthoekig plattegrond en wordt gedekt door een zadeldak met zwarte pannen. Achterop de nok van het dak staat een blauwe dakruiter met bovenop een smeedijzeren kruis. In de beide zijgevels bevinden zich elk twee rondboogvensters. De frontgevel en achtergevel hebben een klokvorm. In de frontgevel bevindt zich de rondboogvormige toegang die wordt afgesloten met een houten deur met ruitjes.
Van binnen is de kapel uitgevoerd in baksteen en is de achterwand wit gestuukt. Tegen de achterwand is het altaar geplaatst met hierop op een hoog voetstuk een beeld van Onze-Lieve-Vrouw van Fátima. Het Mariabeeld toont de heilige in biddende houding met haar handen samengevouwen met rond haar hoofd een stralenkrans. De achterwand is versierd met teksten en kleurrijke muurschilderingen met bovenaan twee rozentakken, eronder een banderol, daaronder een grote blauwe cirkel met kale takken en links en recht van de cirkel de teksten: Heilig Hart van Maria wees mijn zaligheid en Heilig Hart van Jezus wees mijn liefde. De banderol bevat de tekst:

Onbevlekt hart van Maria - Bescherm ons Geloof - Wees onze redding

Op de zijwand is op de stenen een wandschildering aangebracht van een fleurige bloesem met een banderol met de tekst hemelse Moeder.